# Claudio Ranieri
Claudio Ranieri Ufficiale OMRI (sinh ngày 20 tháng 10 năm 1951 tại Roma) là cựu cầu thủ bóng đá và huấn luyện viên người Ý hiện đã nghỉ hưu. Hiện tại ông đang là quản lý và cố vấn cấp cao của ban lãnh đạo  câu lạc bộ Serie A AS Roma. Khi còn là huấn luyện viên của Leicester City , ông đã giành chức vô địch Giải Ngoại hạng Anh 2015–16 , một kỳ tích được coi là một trong những cú sốc thể thao vĩ đại nhất trong lịch sử.
Ông từng dẫn dắt nhiều câu lạc bộ nổi tiếng ở châu Âu như là Cagliari, Napoli, Valencia, Chelsea, Juventus và Roma, Inter Milan và Monaco. Ông là huấn luyện viên trưởng của câu lạc bộ Cagliari ở Serie B kể từ ngày 1 tháng 1 năm 2023.
Ông được gắn biệt danh là "Gã thợ hàn" vì những câu lạc bộ nói trên vào thời điểm ông huấn luyện đều nằm trong tình cảnh dầu sôi lửa bỏng, có thể sẽ không được tham gia UEFA Champions League hay giành được danh hiệu hay tệ hơn nữa là rớt hạng, điển hình vào năm 2011, khi đội bóng Serie A là Inter Milan đang xếp hạng thứ 18, và cận kề ở vị trí cầm đèn đỏ (3 đội bóng sẽ xuống hạng), nhưng lúc đó Inter Milan đã kịp thời cầu cứu ông, và từ khi dẫn dắt Inter Milan, đội bóng đã kết thúc mùa giải ở vị trí thứ 6... Họ đã giành 7 chiến thắng liên tiếp, trong số đó có AC Milan - đội thủ lớn nhất tại giải Serie A và cũng là kình địch của Inter Milan.
Năm 2016, ông giành chức vô địch Premier League 2015–16 khi dẫn dắt Leicester City dù ở mùa giải trước đội bóng phải đua trụ hạng. Đây là chiến tích lừng lẫy nhất trong sự nghiệp huấn luyện của ông.

## Sự nghiệp
Khi còn chơi bóng chuyên nghiệp, ông từng là một hậu vệ nhưng không thành công mấy khi còn là một cầu thủ của đội AS Roma, trong 2 mùa giải chơi bóng, ông chỉ được ra sân đúng 6 lần, vì thế thành tích của ông không có nhiều, nhưng khi giải nghệ, dẫn dắt câu lạc bộ đầu tiên, thành công đã tới vì ông là một huấn luyện viên giỏi.
Ông huấn luyện cho đội tuyển quốc gia Hy Lạp 5 trận thì bị sa thải vì thành tích kém cỏi.
Ở mùa giải 2015-16 ông cùng Leicester City tạo nên cơn địa chấn khi vô địch Premier League, đây là một điều không tưởng vì trước đó chẳng ai nghĩ một đội bóng suýt xuống hạng mùa trước có thể vô địch nước Anh. Dù có thành tích tốt tại mùa giải đầu tiên nhưng những kỳ vọng lại trở thành thất vọng khi các mùa sau đó Leicester suýt xuống hạng ở mùa tiếp theo khi chỉ kém nhóm xuống hạng 1 điểm và ông bị BLĐ đội bóng sa thải sau đó.
Sau khi chia tay Leicester City, ông lần lượt dẫn dắt các câu lạc bộ Nantes, Fulham, Roma, Sampdoria, Watford và Cagliari.

## Danh hiệu

### Huấn luyện viên

#### Cagliari[3][5]
- Serie C1: 1988–89
- Coppa Italia Serie C: 1988–89
- Serie B thăng hạng: 1989–90

#### Fiorentina[3][5]
- Serie B: 1993–94
- Coppa Italia: 1995–96
- Supercoppa Italiana: 1996

#### Valencia[3][5]
- Copa del Rey: 1998–99
- UEFA Intertoto Cup: 1998
- UEFA Super Cup: 2004[6]

#### Monaco[3][5][6]
- Ligue 2: 2012–13

#### Leicester City
- Premier League: 2015–16[7]